# Сатриано, Мартин
Мартин Адриан Сатриано Коста (исп. Martín Adrián Satriano Costa; родился 20 февраля 2001 года, Монтевидео, Уругвай) — уругвайский футболист, нападающий клуба «Интернационале», выступающий на правах аренды за «Ланс».

## Клубная карьера
Сатриано — уроженец города Монтевидео, столицы Уругвая. Воспитанник академии лидера уругвайского футбола — «Насьоналя». 31 января 2020 года подписал контракт с итальянским «Интернационале» сроком до июня 2024 года. Первый сезон провёл в молодёжных командах. Перед сезоном 2021/2022 провёл сборы с основной командой, участвовал в товарищеских встречах. 21 августа 2021 года дебютировал в Серии А в поединке первого тура против «Дженоа», выйдя на замену на 77-й минуте вместо Хакана Чалханоглу.
23 августа 2024 года присоединился к французскому «Лансу» на правах годичной аренды с обязательством выкупа.

## Карьера в сборной
Первый вызов в сборную Уругвая получил 7 января 2022 года на матчи квалификации к чемпионату мира против сборных Парагвая и Венесуэлы. Дебютировал 27 сентября в товарищеском матче против сборной Канады, заменив на 61-й минуте Дарвина Нуньеса. Попал в расширенную заявку сборной Уругвая на мундиаль в Катаре.

## Личная жизнь
Сын футболиста Жерардо Сатриано. Имеет итальянское происхождение, из-за чего мог представлять Италию на международной арене, но сделал выбор в пользу Уругвая.

## Достижения

### Командные
«Интернационале»
- Обладатель Суперкубка Италии: 2021

## Статистика выступлений
| Клуб             | Сезон            | Лига             | Лига  | Лига | Кубок | Кубок | Междунар. | Междунар. | Всего | Всего |
| Клуб             | Сезон            | Лига             | Матчи | Голы | Матчи | Голы  | Матчи     | Голы      | Матчи | Голы  |
| ---------------- | ---------------- | ---------------- | ----- | ---- | ----- | ----- | --------- | --------- | ----- | ----- |
| Интернационале   | 2021/2022        | Серия А          | 4     | 0    | 0     | 0     | 0         | 0         | 4     | 0     |
| Всего за карьеру | Всего за карьеру | Всего за карьеру | 4     | 0    | 0     | 0     | 0         | 0         | 4     | 0     |